# Ibb and Obb
Ibb and Obb est un jeu vidéo de plates-formes et de réflexion développé et édité par Sparpweed Games, sorti en 2013 sur Windows et PlayStation 3.

## Accueil
- GameSpot : 7/10[1]